# Järnbron, Riga
Järnbron (lettiska: Dzelzs tilts), eller Zemgalebron (lettiska:Zemgales tilts), i Riga i Lettland var en bro över floden Daugava och ön Zaķusala. 
Bron byggdes av Riga–Bolderaja järnvägsbolag och invigdes 1872. Den hade ett järnvägsspår och var avsedd också för fotgängare. För en avgift kunde bron också användas för hästanspända vagnar. Den vilade på elva bropelare, varav åtta i floden.

## Historik
Bron löpte parallellt med och nära nedströms den senare byggda Järnvägsbron. Under första världskriget sprängdes bägge broarna av retirerande ryska trupper. Järnbron reparerades 1919 av lettiska soldater. Under andra världskriget sprängdes broarna igen både i juni 1941 och i oktober 1944. Järnvägsbron återuppbyggdes, men inte Järnbron. Endast två av dess bropelare står kvar i Daugava som minne.  

## Fotogalleri

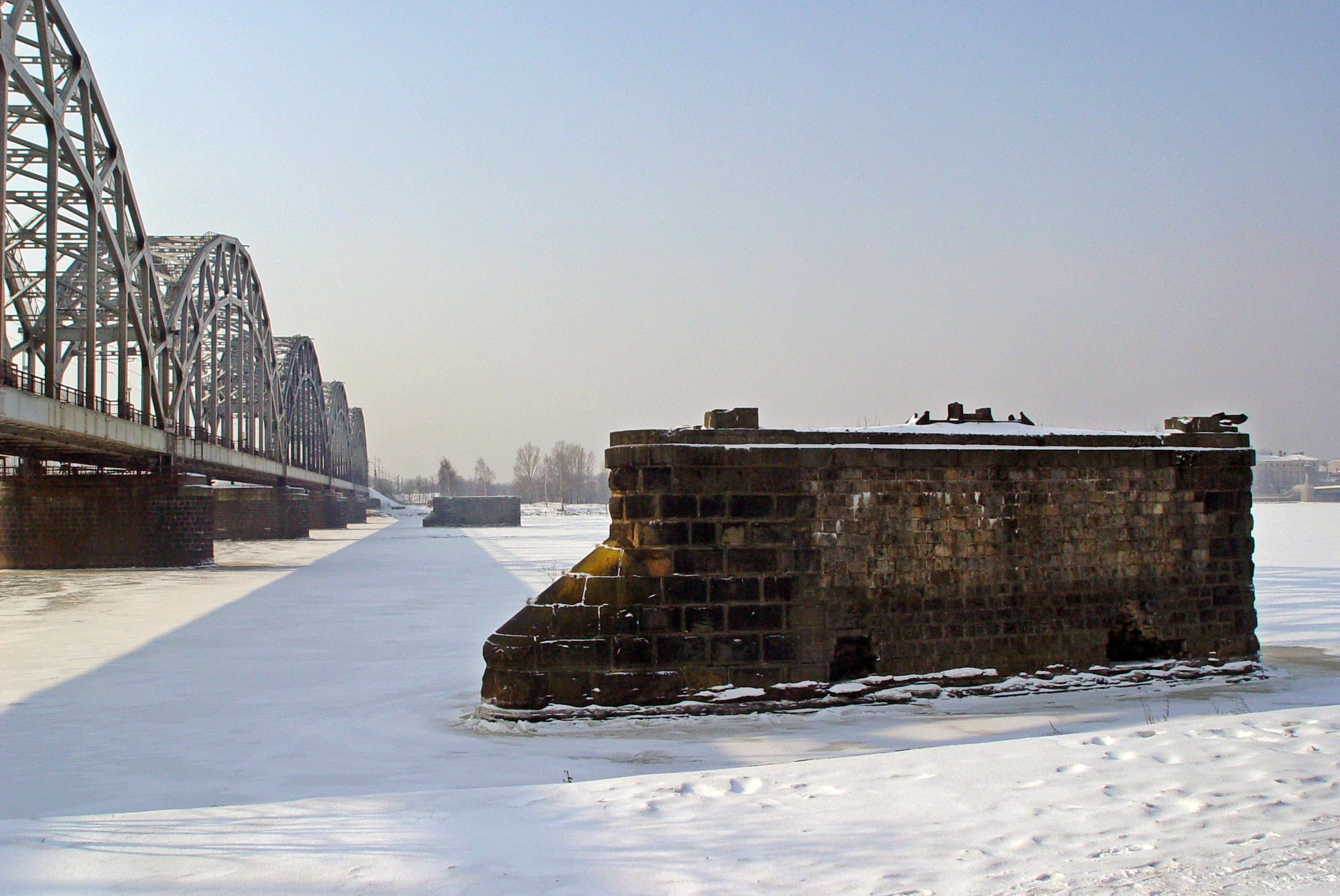
Bropelare efter Zemgalibron
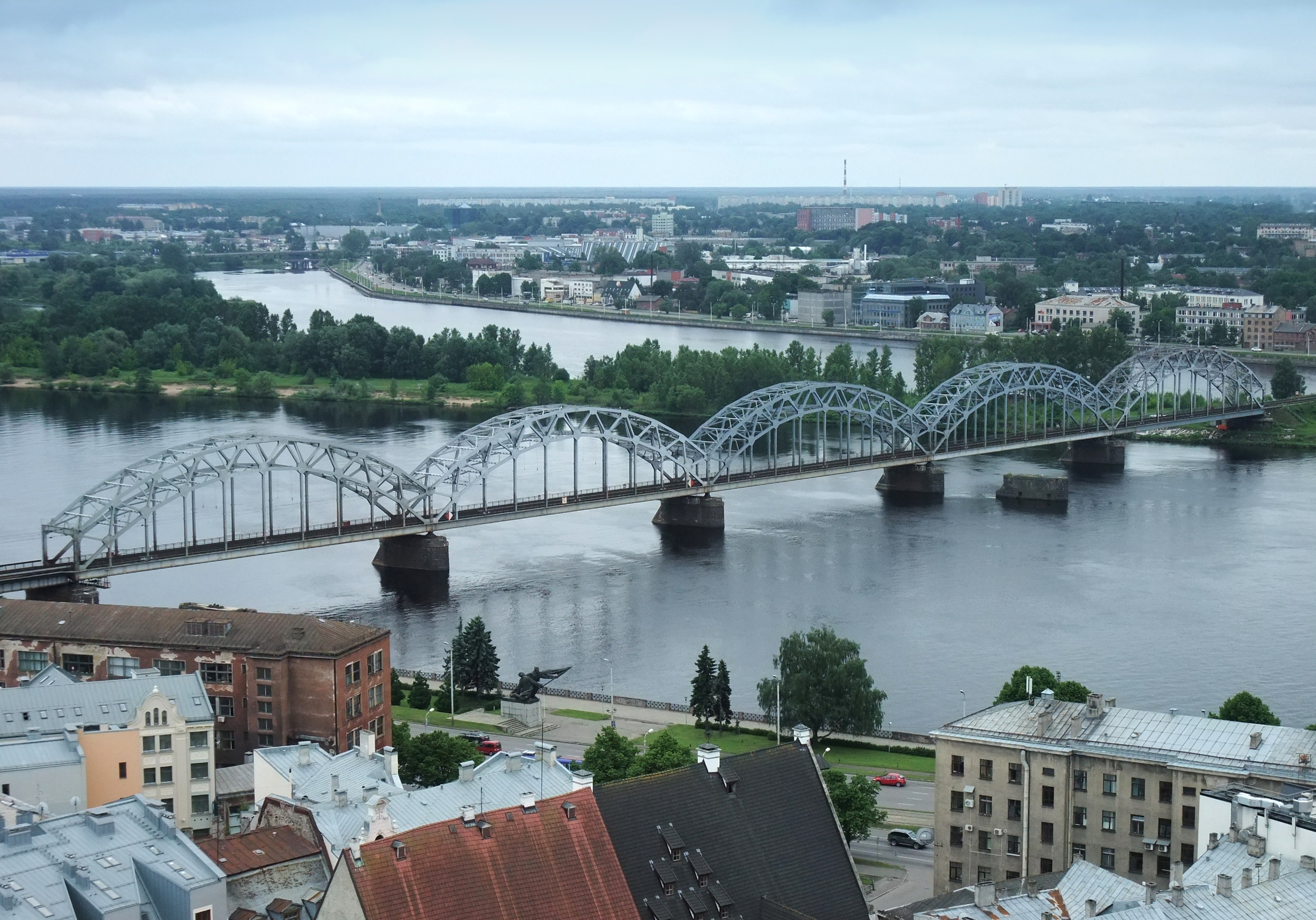
Vy från Sankt Peterskyrkan över Daugava. Två bropelare från Järnbron syns hitom Järnvägsbron